# Segona divisió espanyola de futbol 1958-1959
Resum de l'activitat de la temporada 1958-1959 de la Segona divisió espanyola de futbol.

## Grup Nord

### Clubs participants
| Club                      | Ciutat     | Estadi               |
| ------------------------- | ---------- | -------------------- |
| Deportivo Alavés          | Vitòria    | Mendizorroza         |
| Real Avilés CF            | Avilés     | La Exposición        |
| Barakaldo Altos Hornos    | Barakaldo  | Lasesarre            |
| CD Baskonia               | Basauri    | Pedro López Cortázar |
| CD Comtal                 | Barcelona  | Les Corts            |
| RC Deportivo La Coruña    | La Corunya | Riazor               |
| Club Ferrol               | Ferrol     | Manuel Rivera        |
| Girona CF                 | Girona     | Vista Alegre         |
| SD Indautxu               | Bilbao     | Garellano            |
| AD Rayo Vallecano         | Madrid     | Vallecas             |
| Real Unión Club de Irún   | Irun       | Stadium Gal          |
| CE Sabadell FC            | Sabadell   | Creu Alta            |
| Real Santander SD         | Santander  | El Sardinero         |
| Club Sestao               | Sestao     | Las Llanas           |
| CD Terrassa               | Terrassa   | Obispo Irurita       |
| Real Valladolid Deportivo | Valladolid | José Zorrilla        |

### Classificació
| Pos | Equip                  | PJ | PG | PE | PP | GF | GC | DG  | Pts | Promoció, classificació o descens |
| --- | ---------------------- | -- | -- | -- | -- | -- | -- | --- | --- | --------------------------------- |
| 1   | Reial Valladolid (P)   | 30 | 19 | 2  | 9  | 70 | 38 | +32 | 40  | Ascens a Primera Divisió          |
| 2   | CE Sabadell            | 30 | 16 | 7  | 7  | 55 | 35 | +20 | 39  | Promoció d'ascens                 |
| 3   | Indautxu               | 30 | 14 | 7  | 9  | 46 | 35 | +11 | 35  |                                   |
| 4   | Comtal                 | 30 | 14 | 4  | 12 | 51 | 41 | +10 | 32  |                                   |
| 5   | CD Baskonia            | 30 | 12 | 8  | 10 | 37 | 43 | −6  | 32  |                                   |
| 6   | Barakaldo CF           | 30 | 12 | 7  | 11 | 38 | 36 | +2  | 31  |                                   |
| 7   | Deportivo de La Coruña | 30 | 13 | 4  | 13 | 54 | 49 | +5  | 30  |                                   |
| 8   | Sestao                 | 30 | 11 | 8  | 11 | 41 | 36 | +5  | 30  |                                   |
| 9   | Real Santander         | 30 | 13 | 4  | 13 | 39 | 35 | +4  | 30  |                                   |
| 10  | Ferrol                 | 30 | 11 | 5  | 14 | 43 | 47 | −4  | 27  |                                   |
| 11  | Real Avilés            | 30 | 11 | 5  | 14 | 40 | 43 | −3  | 27  |                                   |
| 12  | Terrassa FC            | 30 | 12 | 3  | 15 | 40 | 56 | −16 | 27  |                                   |
| 13  | Alavés (O)             | 30 | 10 | 7  | 13 | 34 | 43 | −9  | 27  | Promoció de descens               |
| 14  | Rayo Vallecano (O)     | 30 | 11 | 4  | 15 | 39 | 46 | −7  | 26  | Promoció de descens               |
| 15  | Girona FC (R)          | 30 | 11 | 3  | 16 | 43 | 64 | −21 | 25  | Descens a Tercera Divisió         |
| 16  | Real Unión (R)         | 30 | 8  | 6  | 16 | 34 | 57 | −23 | 22  | Descens a Tercera Divisió         |

### Resultats
| Casa \ Fora            | ALA | AVI | BAR | BAS | CON | DEP | GIR | IND | RFE | RAC | RAY | RUN | SAB | SES | TRR | VLL |
| ---------------------- | --- | --- | --- | --- | --- | --- | --- | --- | --- | --- | --- | --- | --- | --- | --- | --- |
| Alavés                 | —   | 1–1 | 0–0 | 1–0 | 3–2 | 0–3 | 1–0 | 2–1 | 2–0 | 1–1 | 4–0 | 0–0 | 1–0 | 0–1 | 2–0 | 3–1 |
| Real Avilés            | 2–1 | —   | 2–0 | 1–1 | 1–0 | 5–1 | 2–0 | 2–0 | 1–2 | 1–2 | 2–1 | 6–1 | 1–0 | 1–6 | 3–0 | 0–0 |
| Barakaldo CF           | 2–0 | 3–0 | —   | 1–1 | 0–0 | 3–0 | 0–4 | 1–0 | 1–2 | 3–1 | 1–3 | 1–2 | 3–0 | 0–0 | 1–0 | 3–1 |
| CD Baskonia            | 1–1 | 2–0 | 2–1 | —   | 3–0 | 1–0 | 3–1 | 0–1 | 4–0 | 1–0 | 2–1 | 1–0 | 0–0 | 5–1 | 3–2 | 0–3 |
| Comtal                 | 0–0 | 4–3 | 3–1 | 4–1 | —   | 3–0 | 5–1 | 2–0 | 2–3 | 4–1 | 1–0 | 2–0 | 1–1 | 1–0 | 4–2 | 3–0 |
| Deportivo de La Coruña | 7–0 | 0–1 | 1–0 | 1–1 | 3–1 | —   | 2–2 | 2–1 | 1–0 | 2–1 | 5–0 | 1–0 | 2–3 | 4–0 | 2–0 | 3–0 |
| Girona FC              | 2–1 | 2–1 | 0–1 | 2–2 | 2–1 | 3–1 | —   | 2–1 | 2–1 | 2–3 | 3–1 | 0–0 | 0–2 | 2–1 | 3–0 | 1–0 |
| Indautxu               | 3–1 | 1–0 | 0–0 | 3–0 | 0–2 | 2–1 | 2–1 | —   | 2–1 | 3–2 | 1–0 | 5–1 | 1–1 | 2–2 | 2–0 | 4–2 |
| Ferrol                 | 2–1 | 1–1 | 1–1 | 3–0 | 0–1 | 2–1 | 2–1 | 0–2 | —   | 2–0 | 3–3 | 2–0 | 1–1 | 0–1 | 6–1 | 1–3 |
| Real Santander         | 2–0 | 1–0 | 2–1 | 5–0 | 1–0 | 0–1 | 2–1 | 2–2 | 0–1 | —   | 0–0 | 1–0 | 1–3 | 1–0 | 4–2 | 0–1 |
| Rayo Vallecano         | 2–0 | 0–0 | 5–1 | 0–0 | 1–0 | 2–1 | 7–1 | 0–1 | 0–2 | 0–1 | —   | 4–0 | 2–1 | 2–1 | 0–1 | 2–1 |
| Real Unión             | 2–0 | 3–0 | 1–4 | 1–2 | 2–1 | 3–2 | 4–2 | 2–2 | 2–0 | 0–4 | 0–1 | —   | 3–3 | 1–1 | 3–1 | 0–0 |
| CE Sabadell            | 0–3 | 4–2 | 1–1 | 3–0 | 5–1 | 4–2 | 5–0 | 1–0 | 3–1 | 1–0 | 5–0 | 3–1 | —   | 3–0 | 1–0 | 1–0 |
| Sestao                 | 1–1 | 2–0 | 0–2 | 1–1 | 3–0 | 2–2 | 3–1 | 0–0 | 0–0 | 1–0 | 3–0 | 2–1 | 4–0 | —   | 2–0 | 1–2 |
| Terrassa FC            | 3–1 | 2–0 | 2–1 | 2–0 | 2–2 | 1–1 | 2–1 | 1–3 | 4–2 | 2–1 | 2–1 | 3–1 | 0–0 | 2–1 | —   | 3–0 |
| Reial Valladolid       | 4–3 | 2–1 | 3–0 | 4–0 | 2–1 | 8–2 | 8–1 | 3–1 | 3–2 | 2–0 | 3–1 | 3–0 | 4–0 | 2–1 | 5–0 | —   |

| Golejador         | Gols | Equip                  |
| ----------------- | ---- | ---------------------- |
| Delio Morollón    | 22   | Reial Valladolid       |
| Miguel Jones      | 15   | Indautxu               |
| José Vigo         | 15   | Deportivo de La Coruña |
| Francisco Doval   | 15   | Real Avilés            |
| Francesc Sampedro | 14   | Comtal                 |

| Porter            | Gols | Partits | Mitjana | Equip            |
| ----------------- | ---- | ------- | ------- | ---------------- |
| Fermín Martínez   | 22   | 25      | 0.88    | Real Santander   |
| Joan Parcet       | 26   | 25      | 1.04    | CE Sabadell      |
| Juan Benegas      | 30   | 26      | 1.15    | Reial Valladolid |
| Ignacio Ibarreche | 28   | 24      | 1.17    | Indautxu         |
| Villachica        | 33   | 27      | 1.22    | Barakaldo CF     |

## Grup Sud

### Clubs participants
| Club             | Ciutat                 | Estadi                    |
| ---------------- | ---------------------- | ------------------------- |
| Atlético Almería | Almeria                | La Falange                |
| Atlético Ceuta   | Ceuta                  | Alfonso Murube            |
| CD Badajoz       | Badajoz                | El Vivero                 |
| Cadis CF         | Cadis                  | Ramón de Carranza         |
| Córdoba CF       | Còrdova                | El Arcángel               |
| Elx CF           | Elx                    | Altabix                   |
| CD Eldense       | Elda                   | El Parque                 |
| CF Extremadura   | Almendralejo           | Francisco de la Hera      |
| Hèrcules CF      | Alacant                | La Viña                   |
| Real Jaén CF     | Jaén                   | La Victoria               |
| Llevant UE       | València               | Vallejo                   |
| CD Málaga        | Màlaga                 | Estadi de La Rosaleda     |
| Reial Múrcia     | Múrcia                 | La Condomina              |
| AD Plus Ultra    | Madrid                 | Camp de Ciudad Lineal     |
| CD San Fernando  | San Fernando           | Marqués de Varela         |
| CD Tenerife      | Santa Cruz de Tenerife | Heliodoro Rodríguez López |

### Classificació
| Pos | Equip            | PJ | PG | PE | PP | GF | GC | DG  | Pts | Promoció, classificació o descens |
| --- | ---------------- | -- | -- | -- | -- | -- | -- | --- | --- | --------------------------------- |
| 1   | Elx CF (P)       | 30 | 18 | 4  | 8  | 73 | 38 | +35 | 40  | Ascens a Primera Divisió          |
| 2   | Llevant UE       | 30 | 16 | 5  | 9  | 49 | 33 | +16 | 37  | Promoció d'ascens                 |
| 3   | Atlético Almería | 30 | 14 | 4  | 12 | 47 | 41 | +6  | 32  |                                   |
| 4   | CD Tenerife      | 30 | 12 | 7  | 11 | 34 | 38 | −4  | 31  |                                   |
| 5   | CF Extremadura   | 30 | 12 | 6  | 12 | 45 | 47 | −2  | 30  |                                   |
| 6   | Reial Múrcia     | 30 | 13 | 4  | 13 | 40 | 38 | +2  | 30  |                                   |
| 7   | Cadis CF         | 30 | 11 | 7  | 12 | 51 | 57 | −6  | 29  |                                   |
| 8   | Córdoba CF       | 30 | 11 | 7  | 12 | 58 | 52 | +6  | 29  |                                   |
| 9   | Real Jaén        | 30 | 12 | 5  | 13 | 47 | 51 | −4  | 29  |                                   |
| 10  | Plus Ultra       | 30 | 11 | 7  | 12 | 39 | 49 | −10 | 29  |                                   |
| 11  | Atlético Ceuta   | 30 | 11 | 7  | 12 | 31 | 39 | −8  | 29  |                                   |
| 12  | San Fernando     | 30 | 11 | 7  | 12 | 39 | 43 | −4  | 29  |                                   |
| 13  | Hèrcules CF (R)  | 30 | 10 | 8  | 12 | 44 | 51 | −7  | 28  | Promoció de descens               |
| 14  | Badajoz (O)      | 30 | 9  | 9  | 12 | 44 | 52 | −8  | 27  | Promoció de descens               |
| 15  | Málaga (R)       | 30 | 9  | 9  | 12 | 44 | 47 | −3  | 27  | Descens a Tercera Divisió         |
| 16  | CD Eldense (R)   | 30 | 8  | 8  | 14 | 46 | 55 | −9  | 24  | Descens a Tercera Divisió         |

### Resultats
| Casa \ Fora      | ALM | CEU | BAD | CAD | COR | ELC | ELD | EXT | HER | JAE | LEV | CDM | MUR | RMC | SFE | TEN |
| ---------------- | --- | --- | --- | --- | --- | --- | --- | --- | --- | --- | --- | --- | --- | --- | --- | --- |
| Atlético Almería | —   | 3–0 | 2–1 | 1–0 | 5–1 | 2–1 | 1–1 | 2–0 | 5–1 | 3–0 | 2–0 | 4–0 | 0–1 | 3–0 | 3–0 | 3–0 |
| Atlético Ceuta   | 0–1 | —   | 1–1 | 3–1 | 1–0 | 3–1 | 2–0 | 0–0 | 2–1 | 1–0 | 0–0 | 3–0 | 2–1 | 0–1 | 0–0 | 2–0 |
| Badajoz          | 2–2 | 1–1 | —   | 2–0 | 1–1 | 2–1 | 2–0 | 0–1 | 5–1 | 2–1 | 2–2 | 4–1 | 2–0 | 2–3 | 0–0 | 1–2 |
| Cadis CF         | 1–0 | 3–0 | 4–2 | —   | 4–1 | 3–0 | 2–2 | 2–0 | 4–0 | 1–2 | 2–2 | 2–2 | 0–0 | 4–0 | 2–1 | 1–2 |
| Córdoba CF       | 5–0 | 1–2 | 3–0 | 5–1 | —   | 0–2 | 4–1 | 1–0 | 2–2 | 3–0 | 5–0 | 3–3 | 4–2 | 3–0 | 4–0 | 3–1 |
| Elx CF           | 2–0 | 6–0 | 4–3 | 6–0 | 5–0 | —   | 3–1 | 4–1 | 2–0 | 4–1 | 0–1 | 1–1 | 2–1 | 4–0 | 3–2 | 3–1 |
| CD Eldense       | 3–1 | 0–3 | 7–0 | 2–2 | 2–0 | 1–4 | —   | 7–2 | 2–0 | 5–1 | 1–1 | 0–0 | 0–2 | 1–2 | 4–0 | 1–1 |
| CF Extremadura   | 4–1 | 3–2 | 1–1 | 4–1 | 3–1 | 1–1 | 5–0 | —   | 1–1 | 0–0 | 3–1 | 1–3 | 4–1 | 2–1 | 2–0 | 3–1 |
| Hèrcules CF      | 1–1 | 1–0 | 2–1 | 5–1 | 1–1 | 1–1 | 1–1 | 5–1 | —   | 1–0 | 0–2 | 4–1 | 2–1 | 3–1 | 3–0 | 4–2 |
| Real Jaén        | 2–0 | 3–0 | 0–1 | 2–3 | 1–1 | 4–4 | 5–1 | 1–0 | 2–1 | —   | 2–1 | 6–3 | 3–1 | 2–0 | 5–1 | 1–0 |
| Llevant UE       | 4–1 | 0–0 | 2–0 | 5–2 | 4–1 | 2–0 | 3–0 | 1–0 | 4–0 | 4–1 | —   | 1–0 | 3–0 | 1–0 | 1–0 | 1–0 |
| Málaga           | 2–0 | 4–2 | 0–3 | 0–0 | 4–1 | 2–3 | 1–2 | 2–2 | 3–0 | 2–0 | 2–0 | —   | 0–1 | 0–0 | 3–0 | 3–0 |
| Reial Múrcia     | 5–0 | 3–0 | 4–0 | 1–2 | 2–1 | 0–2 | 1–0 | 2–0 | 1–0 | 3–1 | 1–0 | 1–1 | —   | 2–0 | 2–2 | 0–0 |
| Plus Ultra       | 2–1 | 3–1 | 2–2 | 3–2 | 2–2 | 2–0 | 2–0 | 0–1 | 0–0 | 1–1 | 3–1 | 1–1 | 3–1 | —   | 4–0 | 1–1 |
| San Fernando     | 2–0 | 0–0 | 3–0 | 1–1 | 2–0 | 3–1 | 0–0 | 3–0 | 2–2 | 4–0 | 3–1 | 1–0 | 2–0 | 5–1 | —   | 2–0 |
| CD Tenerife      | 0–0 | 1–0 | 1–1 | 3–0 | 1–1 | 0–3 | 4–1 | 2–0 | 2–1 | 0–0 | 2–1 | 1–0 | 2–0 | 3–1 | 1–0 | —   |

| Golejador     | Gols | Equip            |
| ------------- | ---- | ---------------- |
| José Cardona  | 23   | Elx CF           |
| Pauet         | 20   | Elx CF           |
| Mundo         | 17   | CD Eldense       |
| José Glaría   | 15   | Atlético Almería |
| Ángel Arregui | 15   | Real Jaén        |

| Porter           | Gols | Partits | Mitjana | Equip            |
| ---------------- | ---- | ------- | ------- | ---------------- |
| Santi Lafuente   | 34   | 30      | 1.13    | CD Tenerife      |
| Juan Mis         | 30   | 26      | 1.15    | Atlético Almería |
| Vicente Luque    | 30   | 22      | 1.36    | Córdoba CF       |
| José García      | 30   | 21      | 1.43    | Badajoz          |
| Florentino López | 45   | 29      | 1.55    | Plus Ultra       |

## Promoció d'ascens

### Anada
| 10 de maig de 1959 | Llevant UE | 1-2     | UD Las Palmas            | València                     |  |
|                    | Vila 82'   | Informe | De Mola 31' · Larraz 65' | Vallejo · Zariquiegui Izco · |  |

| 28 de juny de 1959 | Granada CF                                          | 5-0     | CE Sabadell | Granada                              |  |
|                    | Iglesias 24' · Vázquez 30' · Carranza 34', 74', 84' | Informe |             | Los Cármenes · González Echeverría · |  |

### Tornada
| 17 de maig de 1959 | UD Las Palmas | 1-1 (Total: 3-2) | Llevant UE | Las Palmas                   |  |
|                    | Macario 64'   | Informe          | Llona 22'  | Insular · Castiñeiras Díaz · |  |

| 5 de juliol de 1959 | CE Sabadell | 1-1 (Total: 1-6) | Granada CF | Sabadell                        |  |
|                     | Sitges 63'  | Informe          | Loren 71'  | Creu Alta · Ortiz de Mendibil · |  |

## Promoció de descens

### Anada
| 31 de maig de 1959 | Arenas Zaragoza | 0-2     | Alavés                          | Saragossa                        |  |
|                    |                 | Informe | Hormaeche 30' · Zubizarreta 34' | San José · Segrelles del Pilar · |  |

| 31 de maig de 1959 | Turista               | 2-2     | Rayo Vallecano   | Vigo                               |  |
|                    | Chicha 56' · Chas 62' | Informe | Hollaus 75', 80' | Barreiro · Orrantia Capelastegui · |  |

| 31 de maig de 1959 | Mestalla | 0-0     | Hèrcules CF | València                   |  |
|                    |          | Informe |             | Mestalla · Mena Simoneau · |  |

| 31 de maig de 1959 | Xerez CD | 0-0     | Badajoz | Jerez de la Frontera     |  |
|                    |          | Informe |         | Domecq · Pardo Salgado · |  |

### Tornada
| 7 de juny de 1959 | Alavés       | 1-2 (Total: 3-2) | Arenas Zaragoza         | Vitoria-Gasteiz                    |  |
|                   | Echeandía 9' | Informe          | Duarte 1' · Jiménez 83' | Mendizorrotza · Prendes Bernardo · |  |

| 7 de juny de 1959 | Hèrcules CF | 0-2 (Total: 0-2) | Mestalla           | Alacant                    |  |
|                   |             | Informe          | Albuixech 19', 20' | La Viña · Martín Álvarez · |  |

| 7 de juny de 1959 | Rayo Vallecano                                   | 6-1 (Total: 8-3) | Turista | Madrid                          |  |
|                   | Hollaus 27', 36', 54', 75' · Nino 29' · Cobo 71' | Informe          |         | Vallecas · Castillo Izquierdo · |  |

| 7 de juny de 1959 | Badajoz                                             | 4-0 (Total: 4-0) | Xerez CD | Badajoz                         |  |
|                   | Tacoronte 15' · Blas 49' · Requena 61' · Cuesta 67' | Informe          |          | El Vivero · Pascual Hernández · |  |

## Resultats finals
- Campió: Reial Valladolid, Elx CF.
- Ascens a Primera divisió: Reial Valladolid, Elx CF.
- Descens a Segona divisió: Real Gijón, RC Celta de Vigo.
- Ascens a Segona divisió: Cultural Leonesa, RCD Mallorca, CD Mestalla, CD Ourense, RC Recreativo de Huelva.
- Descens a Tercera divisió: CD Eldenc, Girona CF, Hèrcules CF, CD Málaga, Real Unión de Irún.